# Hermann Adrian von Wachtendonk

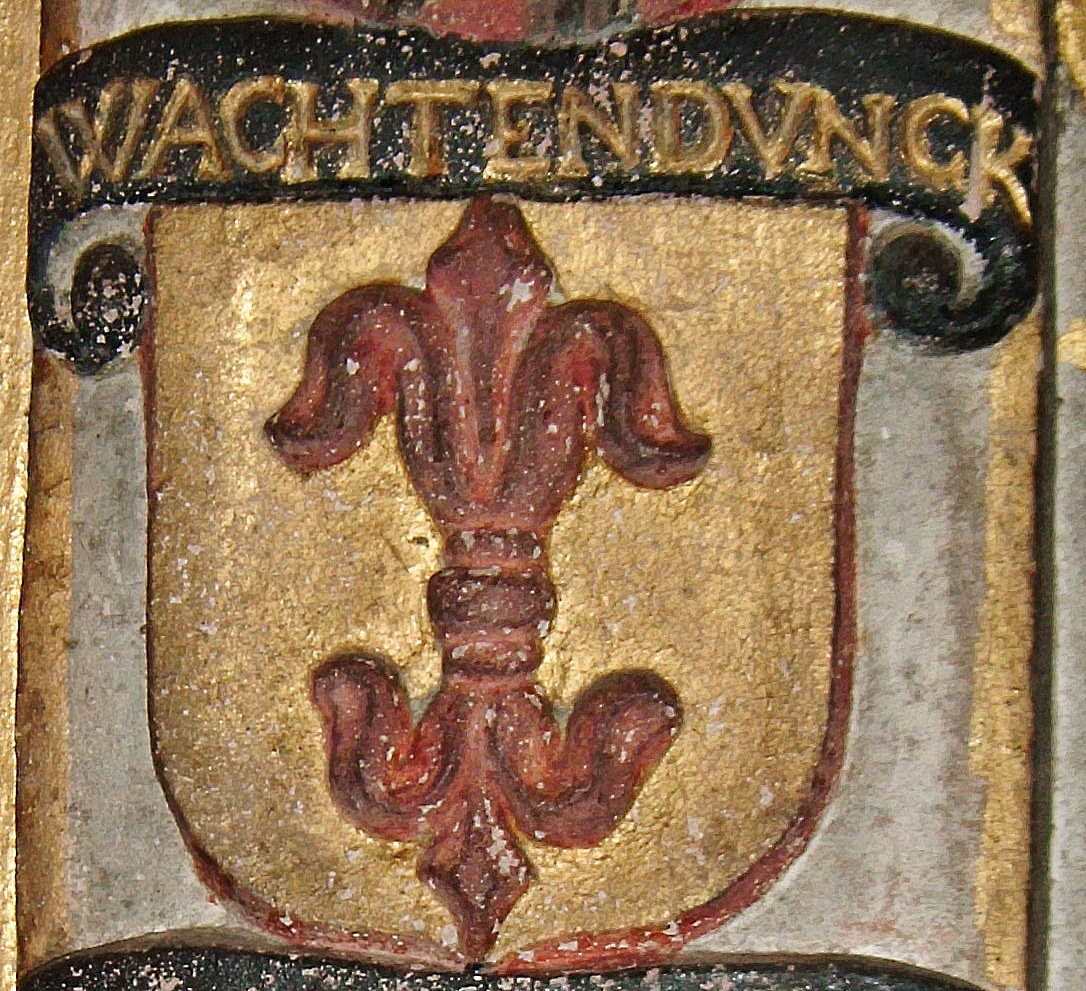
Wappen der Familie von Wachtendonk (1671)

Hermann Arnold Adrian von Wachtendonk-Germenseel (* 4. Januar 1666; † 3. September 1702 in Alzey) war ein Freiherr, kaiserlicher Kammerherr und kurpfälzischer Burggraf  bzw. Oberamtmann.

## Herkunft
Er entstammte dem alten geldrischen Adelsgeschlecht der Herren von Wachtendonk und wurde geboren als Sohn der katholischen Eheleute Anton Arnold von Wachtendonk (1683–1689) und Anna Theodora von Wendt zu Holtfeld.
Sein Bruder Bertram Anton von Wachtendonk († 1720) war Kommandeur des österreichischen Deutschmeister-Regiments und kaiserlicher Feldmarschallleutnant.
Der Onkel, Hermann II. von Wachtendonk († 1704,  Bruder des Vaters), Johannitergroßprior, fungierte als Erzieher des späteren Pfälzer Kurfürsten Johann Wilhelm.

## Leben

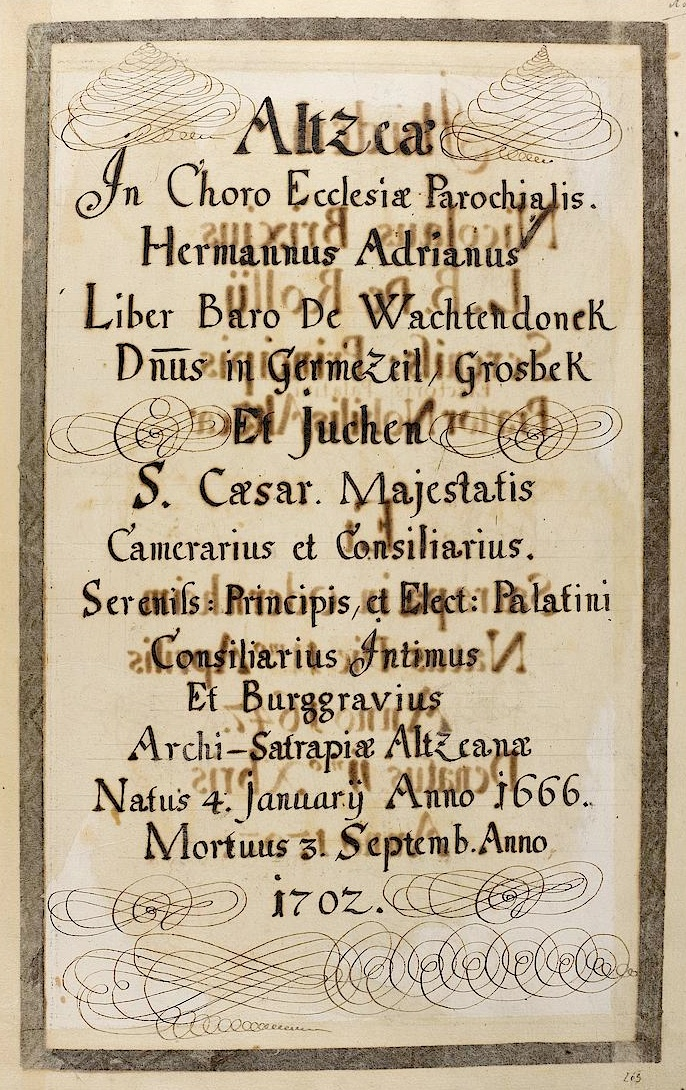
Grabinschrift aus dem Thesaurus Palatinus

Hermann Adrian von Wachtendonk, Herr zu Groesbeek und auf Germenseel, amtierte unter Kurfürst Johann Wilhelm als kurpfälzischer Burggraf von Alzey bzw. als dortiger Oberamtmann. Zudem war er kaiserlicher Rat und Kammerherr, sowie Geheimrat in der Kurpfalz. 
Er starb 1702 in Alzey und wurde in der dortigen Stiftskirche beigesetzt; wo sein Grabstein erhalten ist. Der Landeshistoriker Johann Franz Capellini von Wickenburg hat die Grabinschrift auch um 1750 in seinem Sammelwerk Thesaurus Palatinus festgehalten.

## Familie
Hermann Adrian von Wachtendonk war seit 1692 verheiratet mit Anna Maria Auguste von Weichs zu Rösberg (1667–1706), Tochter des kurkölnischen Obrist-Jägermeisters Freiherr Ferdinand von Weichs zu Rösberg (1624–1679) und dessen Gattin Juliana Sophia Adolphina von Morrien zu Nordkirchen (1625–1670).
Ihr Sohn Hermann Arnold von Wachtendonk (1694–1768) stieg bis zum  kurpfälzischen Minister auf. Mit ihm starb das Geschlecht im Mannesstamm aus. Sein Bruder Johann Edmund († 1759) war Domherr in Münster.
Es existierten auch drei Töchter. Maria Catharina (1699–1739) ehelichte Johann Adolph Alexander von Loë (1687–1743), Maria Florentina († 1744) heiratete den Adeligen Alexander Adolf von Blanckart und lebte mit ihm auf Burg Alsdorf bei Aachen, Maria Anna Theodora Regina (1696–1776) verband sich mit dem kurpfälzischen  Freiherrn Ludwig Anton von Hacke (1682–1752), in Trippstadt.